# Седов, Александр Осипович
Александр Осипович Седо́в (15 августа 1911, Шереметьевка, Богородская волость, Чистопольский уезд, Казанская губерния, Российская империя — 23 августа 1999, Зеленодольск, Татарстан) — советский работник промышленности, Герой Социалистического Труда.

## Биография
Родился 15 августа 1911 года в деревне Шереметьевка, ныне Нижнекамского района Татарстана.
После окончания школы и курсов слесарей в Чистополе, поступил в 1931 году работать на Зеленодольский завод имени М. Горького, где проработал всю свою жизнь. Возглавлял молодёжную бригаду слесарей, члены которой в 1933 году на районном слете ударников получили нагрудные знаки под названием «VI условий Сталина» за перевыполнение заданий по качеству продукции, производительности труда и экономии материалов.
В годы Великой Отечественной войны Александр Седов, как и все труженики завода, являвшегося важным оборонным предприятием, работал в тылу. Его имя неоднократно заносилось в заводскую Книгу почета завода, а в 1967 году было занесено в Республиканскую книгу Почета. Был ударником труда, подавал рационализаторские предложения. В 1984 году, проработав на заводе 52 года, вышел на пенсию.
Умер в 1999 году.

## Награды
- В 1966 году А. О. Седову было присвоено звание Героя Социалистического Труда с вручением ордена Ленина (за выдающиеся заслуги в выполнении семилетнего плана 1959—1965 гг. и создание новой техники).
- Был также награждён медалями.